# Olympische Sommerspiele 1964/Teilnehmer (Libyen)
| Gelbes Symbol für Goldmedaillen mit stilisierten Olympischen Ringen | Graues Symbol für Silbermedaillen mit stilisierten Olympischen Ringen | Braundes Symbol für Bronzemedaillen mit stilisierten Olympischen Ringen |
| ------------------------------------------------------------------- | --------------------------------------------------------------------- | ----------------------------------------------------------------------- |
| —                                                                   | —                                                                     | —                                                                       |

Die Olympischen Sommerspiele 1964 in Tokio waren die ersten Olympischen Spiele für Libyen. Einziger Teilnehmer war der Marathonläufer Suliman Fighi Hassan, der auch der Flaggenträger bei der Eröffnungsfeier war. Er trat allerdings nicht beim Marathonlauf an.

## Teilnehmer nach Sportarten

### Leichtathletik
Laufen und Gehen
| Athleten             | Wettbewerb | Vorlauf | Vorlauf | Viertelfinale | Viertelfinale | Halbfinale | Halbfinale | Finale | Finale | Rang |
| Athleten             | Wettbewerb | Zeit    | Rang    | Zeit          | Rang          | Zeit       | Rang       | Zeit   | Rang   | Rang |
| -------------------- | ---------- | ------- | ------- | ------------- | ------------- | ---------- | ---------- | ------ | ------ | ---- |
| Männer               |            |         |         |               |               |            |            |        |        |      |
| Suliman Fighi Hassan | Marathon   | –       | –       | –             | –             | –          | –          | DNS    | DNS    | DNS  |